# 장기 요양

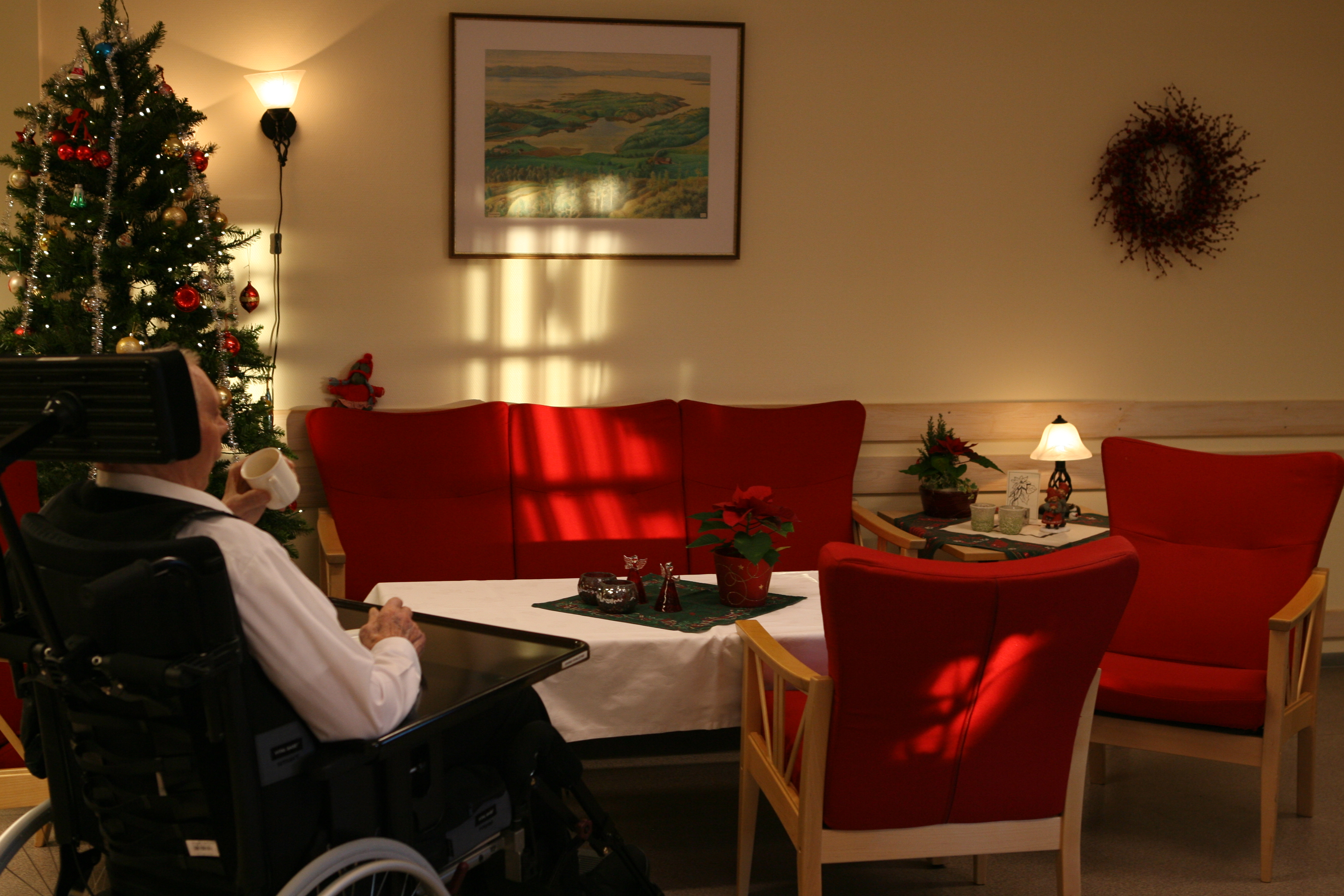
노르웨이의 한 요양원에 있는 노인

장기 요양(長期療養, 영어: long-term care, LTC)은 장기간 스스로 돌볼 수 없는 만성질환 또는 장애가 있는 사람들의 의료적 및 비의학적 요구 사항을 모두 충족하는 데 도움이 되는 다양한 서비스이다. 장기요양은 독립성을 촉진하고, 환자의 삶의 질을 극대화하며, 일정 기간 동안 환자의 요구를 충족시키는 개별화되고 조율된 서비스에 중점을 둔다.
장기 요양에서는 옷 입기, 수유, 화장실 사용, 식사 준비, 기능적 이동 및 안전한 화장실 사용과 같은 일상 생활 활동 지원과 같은 관리 및 비숙련 간병을 제공하는 것이 일반적이다. 점점 더 장기 요양에는 노년층과 관련된 다양한 장기 질환을 해결하기 위해 숙련된 의료인의 전문 지식이 필요한 수준의 의료 서비스 제공이 포함된다. 장기 요양은 집, 지역사회, 생활 보조 시설 또는 요양원에서 제공될 수 있다. 장기 요양은 모든 연령대의 사람들에게 필요할 수 있지만, 노인들에게 더 일반적으로 필요하다.

## 같이 보기
- 만성질환